# Герреро Альвес, Хуан Антонио
Хуан Антонио Герреро Альвес (исп. Juan Antonio Guerrero Alves; род. 20 апреля 1959, Мерида, Испания) — испанский куриальный прелат, иезуит. Префект Секретариата по делам экономики с 14 ноября 2019 по 30 ноября 2022 год. 